# Niewdubstroj (stacja kolejowa)
Niewdubstroj (ros. Невдубстрой) – stacja kolejowa w miejscowości Kirowsk, w rejonie kirowskim, w obwodzie leningradzkim, w Rosji. Stacja krańcowa linii Mga – Kirowsk.
Od stacji odchodzą bocznice do pobliskiej elektrociepłownii. Nazwa stacji, pochodząca od poprzedniej nazwy Kirowska, nie została zmieniona wraz ze zmianą nazwy miasta.